# Nash (estrella)
Nash, Alnasl, Nasl o Al Nasl són diferents noms pels quals és conegut l'estel γ² Sagittarii (γ² Sgr / 10 Sagittarii / HD 165135). Comparteix la denominació de Bayer «Gamma» amb W Sagittarii, estant ambdós estels separats visualment 52 segons d'arc. Situat a 96 anys llum del sistema solar, Nash no està relacionada físicament amb W Sagittarii, aquesta última unes 16 vegades més allunyada. Els diferents noms de l'estel provenen de l'àrab النصل an-naşl i signifiquen «la punta de la fletxa», indicant la seva posició dins de la constel·lació del Sagitari. Junt a Kaus Medius (δ Sagittarii) i Kaus Australis (ε Sagittarii), en llengua acadia era Sin-nun‑tu o Si-nu-nu‑tum, «l'oreneta».
De magnitud aparent +2,98, Nash és el setè estel més brillant de Sagitari. És una gegant de color groc-taronja i tipus espectral K0III amb una temperatura de 4.800 K. Amb una lluminositat 64 vegades major que la del Sol, té un diàmetre unes 12 vegades més gran que el diàmetre solar. Existeix certa evidència espectroscòpica que Nash pot tenir una companya binària propera, de la qual gens se sap.
Nash serveix com a indicador per trobar el centre de la galàxia. Seguint la fletxa de Sagitari cap a l'oest una distància equivalent a la seva longitud -entre Kaus Medius (δ Sagittarii) i Nash- i després pujant un grau i mig s'hi troba el centre de la Via Làctia. A causa que està envoltat de densa pols interestel·lar no és visible a ull nu.